# Menhir du Fuseau

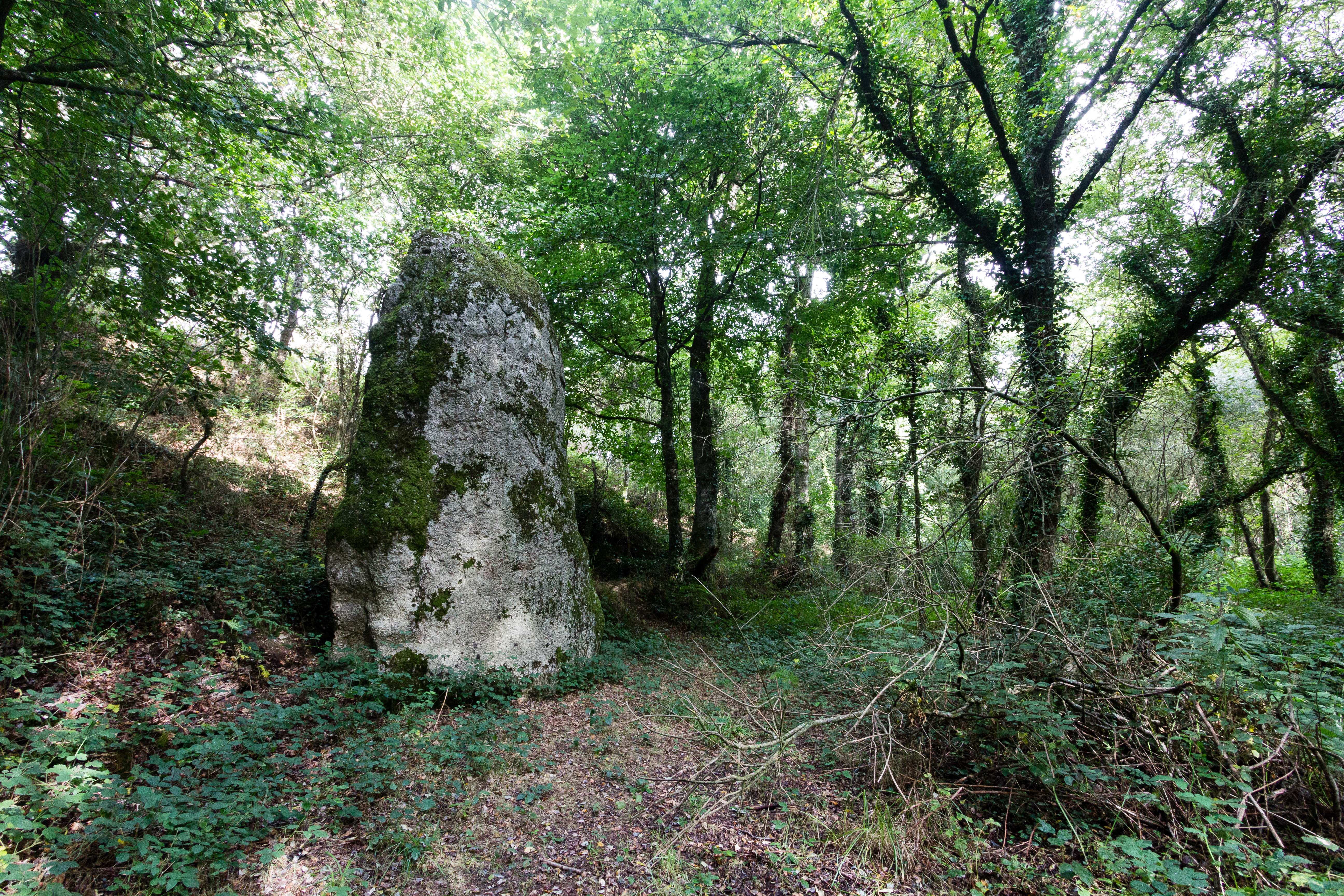
Menhir du Fuseau

Der bereits 1883 im archäologischen Verzeichnis des Département Côtes-d’Armor (damals Departement Côtes-du-Nord) erwähnte Menhir du Fuseau (auch Hôpital; Naux; Le Fuseau oder Le Contentoux – deutsch „die Spindel“ – im Sinne von Spinnwirtel – genannt) befindet sich südlich von Plaine-Haute bei Quintin im Département Côtes-d’Armor in der Bretagne in Frankreich. 
Unter ähnlichen Namen sind vor allem in der Bretagne mehrere Menhire bekannt (z. B. Fuseau de Margot, Le Fuseau de Berthe, Le Fuseau de Jeannette und Le Fuseau de la Madeleine).
Der Menhir ist etwa 4,8 m hoch, 3,0 m breit und 1,4 m dick. Seine Breitseiten sind nach Nordosten und Südwesten ausgerichtet. Er ist aus grobkörnigem porphyrischem Granit.
Der Menhir ist seit 1967 als Monument historique eingetragen.